# Hesperantha spicata
Hesperantha spicata är en irisväxtart som först beskrevs av Nicolaas Laurens Nicolaus Laurent Burman, och fick sitt nu gällande namn av Nicholas Edward Brown. Hesperantha spicata ingår i släktet Hesperantha och familjen irisväxter.

## Underarter
Arten delas in i följande underarter:
- H. s. fistulosa
- H. s. graminifolia
- H. s. spicata